# Mari Dovle
Mari Dovle, née le 28 mars 1984 à Tønsberg, est une handballeuse norvégienne.

## Palmarès
- Vainqueur de la Coupe d'Europe des vainqueurs de coupe en 2005 et 2008 avec Larvik HK